# Pallamano Trieste 1992-1993
Questa pagina raccoglie i dati riguardanti la Pallamano Trieste nelle competizioni ufficiali della stagione 1992-1993.

## Rosa
| N  | Naz                | Ruolo    | Giocatore           |
| -- | ------------------ | -------- | ------------------- |
| 1  | Italia (bandiera)  | Portiere | Paolo Marion        |
| 12 | Italia (bandiera)  | Portiere | Markus Niederwieser |
| 16 | Italia (bandiera)  | Portiere | Ivan Mestriner      |
| 2  | Croazia (bandiera) | Ala      | Vladimir Jelčić     |
| 3  | Italia (bandiera)  | Terzino  | Piero Sivini        |
| 4  | Italia (bandiera)  | Pivot    | Giorgio Oveglia     |
| 6  | Italia (bandiera)  | Terzino  | Giuseppe Maestrutti |
| 8  | Italia (bandiera)  | Pivot    | Claudio Schina      |
| 9  | Croazia (bandiera) | Ala      | Silvio Ivandjia     |
| 10 | Italia (bandiera)  | Terzino  | Settimio Massotti   |
| 11 | Italia (bandiera)  | Terzino  | Antonio Pastorelli  |
| 14 | Italia (bandiera)  | Terzino  | Marco Bozzola       |
| 15 | Italia (bandiera)  | Ala      | Marco Lo Duca       |
| 7  | Italia (bandiera)  | Ala      | Marco Angileri      |

## Classifica
|  | Pos. | Squadra           | Pt | G  | V  | N | S  | GF  | GS  | D    | Note                                       |
|  | ---- | ----------------- | -- | -- | -- | - | -- | --- | --- | ---- | ------------------------------------------ |
|  | 1.   | Trieste           | 36 | 22 | 16 | 4 | 2  | 557 | 449 | +108 | Qualificato alla Champions League 1993-94  |
|  | 2.   | Ortigia           | 35 | 22 | 17 | 1 | 4  | 484 | 408 | +76  | Qualificato alla EHF Cup 1993-94           |
|  | 3.   | Rubiera           | 29 | 22 | 13 | 3 | 6  | 520 | 450 | +70  | Qualificato alla City Cup 1993-94          |
|  | 4.   | Conversano        | 27 | 22 | 11 | 5 | 6  | 518 | 485 | +33  | Qualificato alla Coppa delle Coppe 1993-94 |
|  | 5.   | Bologna 1969      | 26 | 22 | 11 | 4 | 7  | 483 | 440 | +43  |                                            |
|  | 6.   | Brixen            | 25 | 22 | 11 | 3 | 8  | 485 | 422 | +63  |                                            |
|  | 7.   | Prato             | 22 | 22 | 8  | 6 | 8  | 509 | 453 | +56  |                                            |
|  | 8.   | Modena            | 18 | 22 | 7  | 4 | 11 | 475 | 465 | +10  |                                            |
|  | 9.   | Haenna            | 18 | 22 | 8  | 2 | 8  | 518 | 544 | -26  | Retrocesso in Serie A2 1993-94             |
|  | 10.  | Gymnasium Bologna | 16 | 22 | 7  | 2 | 13 | 465 | 479 | -14  |                                            |
|  | 11.  | Gaeta             | 12 | 22 | 5  | 2 | 15 | 475 | 498 | -23  | Retrocesso in Serie A2 1993-94             |
|  | 12.  | Lazio             | -1 | 22 | 0  | 0 | 22 | 354 | 750 | -396 | Retrocesso in Serie A2 1993-94             |